# فيرنون ريد
فيرنون ريد (بالإنجليزية: Vernon Reed)‏ هو سياسي نيوزلندي، ولد في 7 مايو 1871 في أوكلاند في نيوزيلندا، وتوفي في 26 مايو 1963. حزبياً، نشط في الحزب الليبيرالي النيوزيلندي. وقد انتخب عضو مجلس النواب النيوزيلندي.